# دانشگاه فدرال رکونکاو دا باهیا
دانشگاه فدرال رکونکاو دا باهیا(مخفف انگلیسی: UFRB) یک دانشگاه برزیلی است که پردیس اصلی آن کروز داس آلاماس باهیا قرار دارد.
این دانشگاه همچنین دارای یک پردیس در آمارگوس، سن آنتونیو می‌باشد. دانشگاه توسط قانون ۱۱٫۱۵۱ در سال ۲۰۰۵ ایجاد شد. در سال ۲۰۱۱ یک پردیس جدید در شهر فیرا د سانتانا تأسیس شد که در سال ۲۰۱۳ شروع به کار کرد.